# Муху (волость)
Му́ху (эст. Муху vald) — волость в Эстонии в составе уезда Сааремаа.

## География
Волость Муху охватывает остров Муху и окружающие его малые острова, из которых самые большие — Выйлайд, Суурлайд, Кесселайд и Вийрелайд. По своему размеру Муху является третьим островом Эстонии. Площадь волости — 207,89 км², 1 января 2025 года плотность населения составила 7,7 чел/км².
Муху имеет постоянное сообщение с островом Сааремаа по 3-километровой дамбе через пролив Вяйкевяйн. От материка остров отделяет пролив Суурвяйн в среднем 7-километровой ширины. Волость Муху расположена далеко как от Таллина, так и от административного центра уезда Сааремаа — города Курессааре: соответственно 153 и 65 километров. Через остров проходит интенсивное автомобильное сообщение материка и Сааремаа. На проезд от столицы до Муху автомобилем и паромом уходит около 2,5 часов. В 2018 году пролив Суурвяйн пересекли более 1,7 миллиона путешественников и 735 тысяч автомобилей.

## История
В 1891 году в Эстляндской губернии шёл процесс объединения сельских общин в волости. На острове Муху возникли 2 волости: волость Муху-Сууре с центром в деревне Пийри на западе острова и волость Хелламаа с центром в деревне Хелламаа в восточной части острова. В 1939 году они были объединены в волость Муху с центром в деревне Лийва. В 1945 году в волости Муху было создано 4 сельсовета: Хелламаа, Лийва, Пийри и Пыйтсе. В 1950 году волость Муху как единица самоуправления была ликвидирована. Результатом объединения отдельных сельсоветов в 1960 году вновь стало создание единого самоуправления – Мухуского сельсовета с центром в Лийва. В 1990 году на острове Муху была восстановлена первая в ставшей независимой Эстонии волость.
Административный центр волости Муху — деревня Лийва.

## Символика
Герб: на геральдическом щите синего цвета c волнистыми краями серебряного цвета модификация национального узора «мухумянд» серебристо-красного цвета.
Автор герба — Прийт Херодес (Priit Herodes), оформитель Херман Хейнла (Herman Heinla).

Флаг: прямоугольное полотнище поделено вертикальными волнистыми линиями на три полосы, полоса у древка и полоса у края флага белые, средняя полоса синяя, и на ней модификация национального узора «мухумянд» серебристо-красного цвета. Соотношение длины и ширины флага 7:9.
Символика утверждена 13 марта 1998 года.

## Население
Со второй четверти XX века преобладающей тенденцией изменения численности населения Муху было уменьшение. Наибольшее число жителей на острове — почти 6000 человек — было зафиксировано в начале Первой мировой войны, когда дома находилось большинство мужчин, которые обычно были на отхожих промыслах. Согласно переписи населения 1922 года число жителей острова равнялось 5881; последующие переписи показывали его стабильное уменьшение. Естественный прирост населения и в последние годы остаётся негативным. По состоянию на конец 2019 года был заметен низкий удельный вес жителей в возрасте до 19 лет (включительно) и в возрасте 30—39 лет. В то же время в структуре населения наблюдался существенный процент 25—29-летних людей, которые родились в результате беби-бума во времена эстонской «Поющей революции».
По данным переписи населения 2011 года, удельный вес эстонцев в общей численности населения волости составлял 99, 4 %. В 2013 году 99,53 % жителей волости Муху по национальности были эстонцами; это самый большой показатель среди всех самоуправлений Эстонии.

## Населённые пункты
В состав волости входят 52 деревни: Альява, Ванамыйза, Вахтрасте, Вийра, Выйкюла, Вылла, Игакюла, Калласте, Кантси, Капи, Кессе, Когува, Куйвасту, Кюласэма, Лалли, Лахекюла, Лийва, Лепику, Левалыпме, Лехтметса, Леэскопа, Лыэтса, Мыэга, Мыйзакюла, Мяла, Наутсе, Нурме, Ныммкюла, Ойна, Паэнасе, Палласмаа, Пийри, Пыйтсе, Пядасте, Пярасе, Пяэлда, Раэгма, Раннакюла, Рауги, Ребаски, Ридази, Ринси, Роотсивере, Рясса, Симисте, Соонда, Сууремыйза, Тамсе, Тупенурме, Тусти, Хелламаа.
Крупнейшие деревни волости: Когува, Куйвасту, Лийва, Ныммкюла, Пядасте и Хелламаа.

## Статистика
Данные Департамента статистики Эстонии о волости Муху:

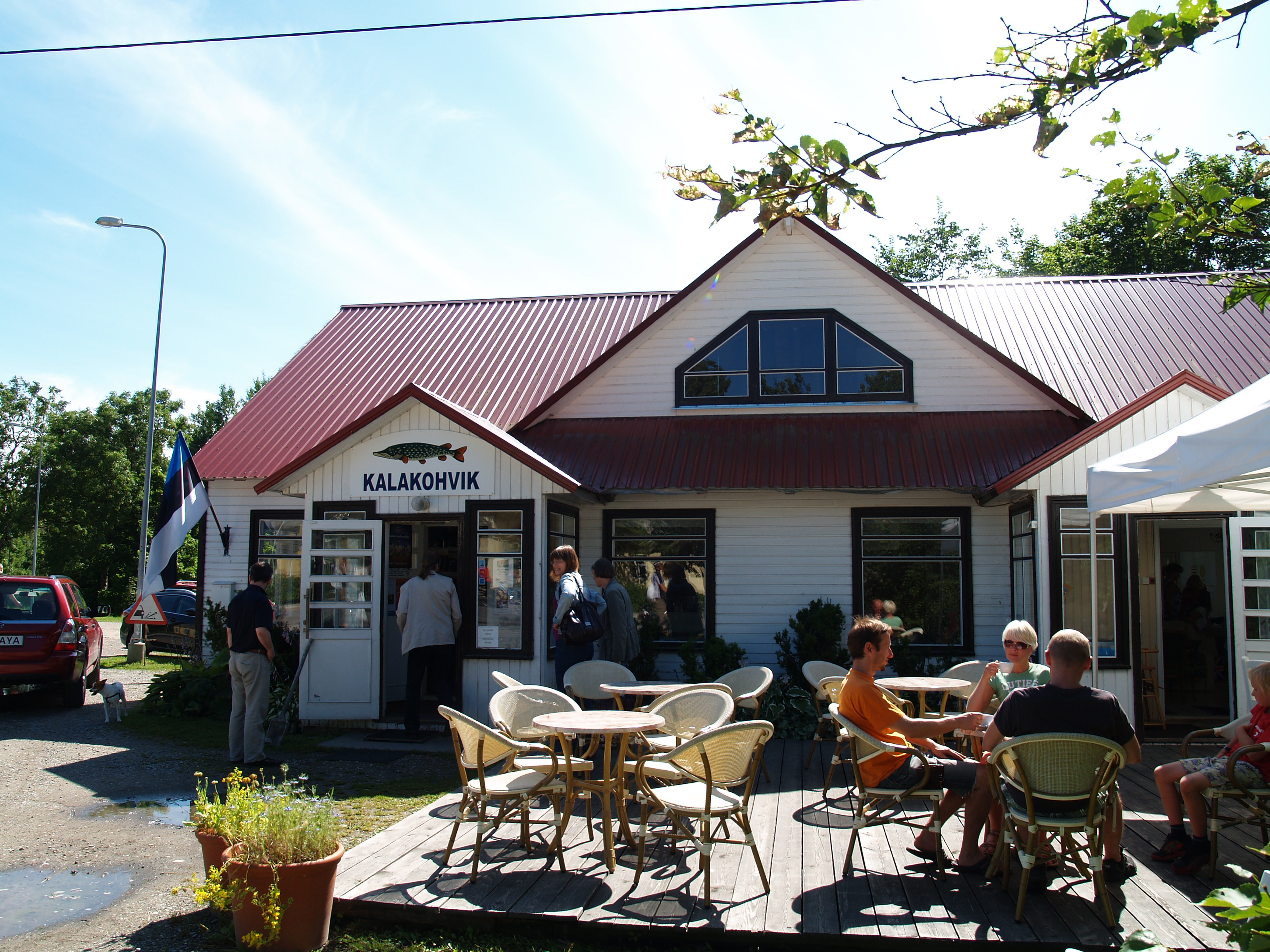
«Рыбное кафе» в деревне Лийва

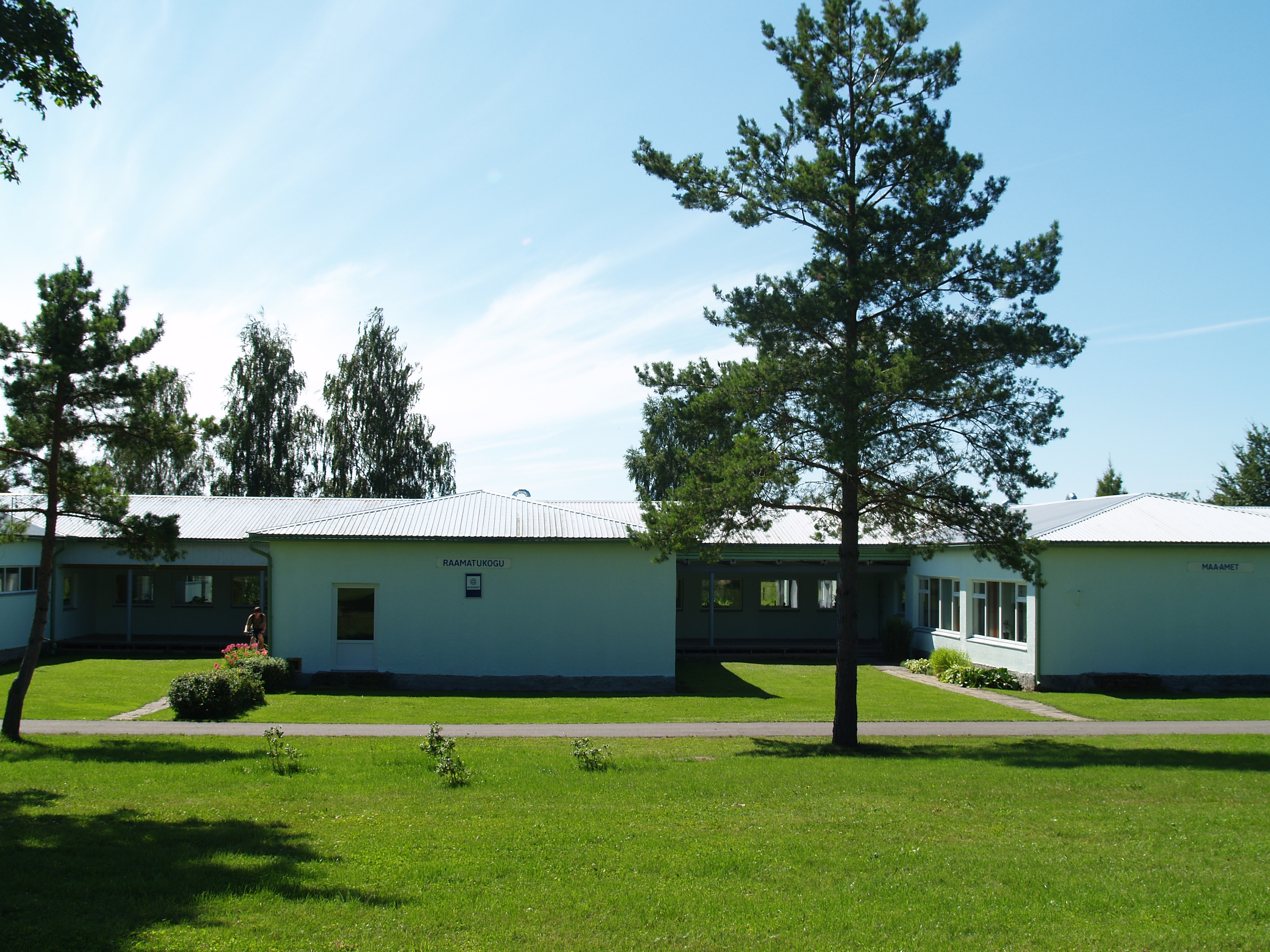
Библиотека в Лийва

Число жителей на 1 января каждого года:
| Год  | 2016 | 2017   | 2018   | 2019   | 2020   | 2021   | 2022   |
| ---- | ---- | ------ | ------ | ------ | ------ | ------ | ------ |
| Чел. | 1802 | ↗ 1823 | ↗ 1885 | ↘ 1876 | ↗ 1879 | ↗ 1919 | ↘ 1646 |

Число рождений (живорождённых):
| Год  | 2016 | 2017 | 2018 | 2019 |
| ---- | ---- | ---- | ---- | ---- |
| Чел. | 12   | ↗ 15 | ↘ 11 | ↗ 18 |

Число умерших:
| Год  | 2016 | 2017 | 2018 | 2019 |
| ---- | ---- | ---- | ---- | ---- |
| Чел. | 35   | ↘ 34 | ↘ 26 | ↗ 31 |

Зарегистрированные безработные:
| Год  | 2016 | 2017 | 2018 | 2019 |
| ---- | ---- | ---- | ---- | ---- |
| Чел. | 20   | ↗ 26 | ↗ 31 | ↗ 32 |

Средняя брутто-зарплата работника:
| Год  | 2016 | 2017   | 2018   | 2019   |
| ---- | ---- | ------ | ------ | ------ |
| Евро | 1050 | ↗ 1155 | ↗ 1232 | ↗ 1301 |

В 2019 году волость Муху занимала 21-е место по величине средней брутто-зарплаты среди 79 муниципалитетов Эстонии.
Число учеников в школах:
| Год  | 2016 | 2017  | 2018 | 2019  |
| ---- | ---- | ----- | ---- | ----- |
| Чел. | 91   | ↗ 102 | ↘ 98 | ↗ 101 |

## Экономика
Крупнейшие работодатели волости по состоянию на 30 июня 2020 года:

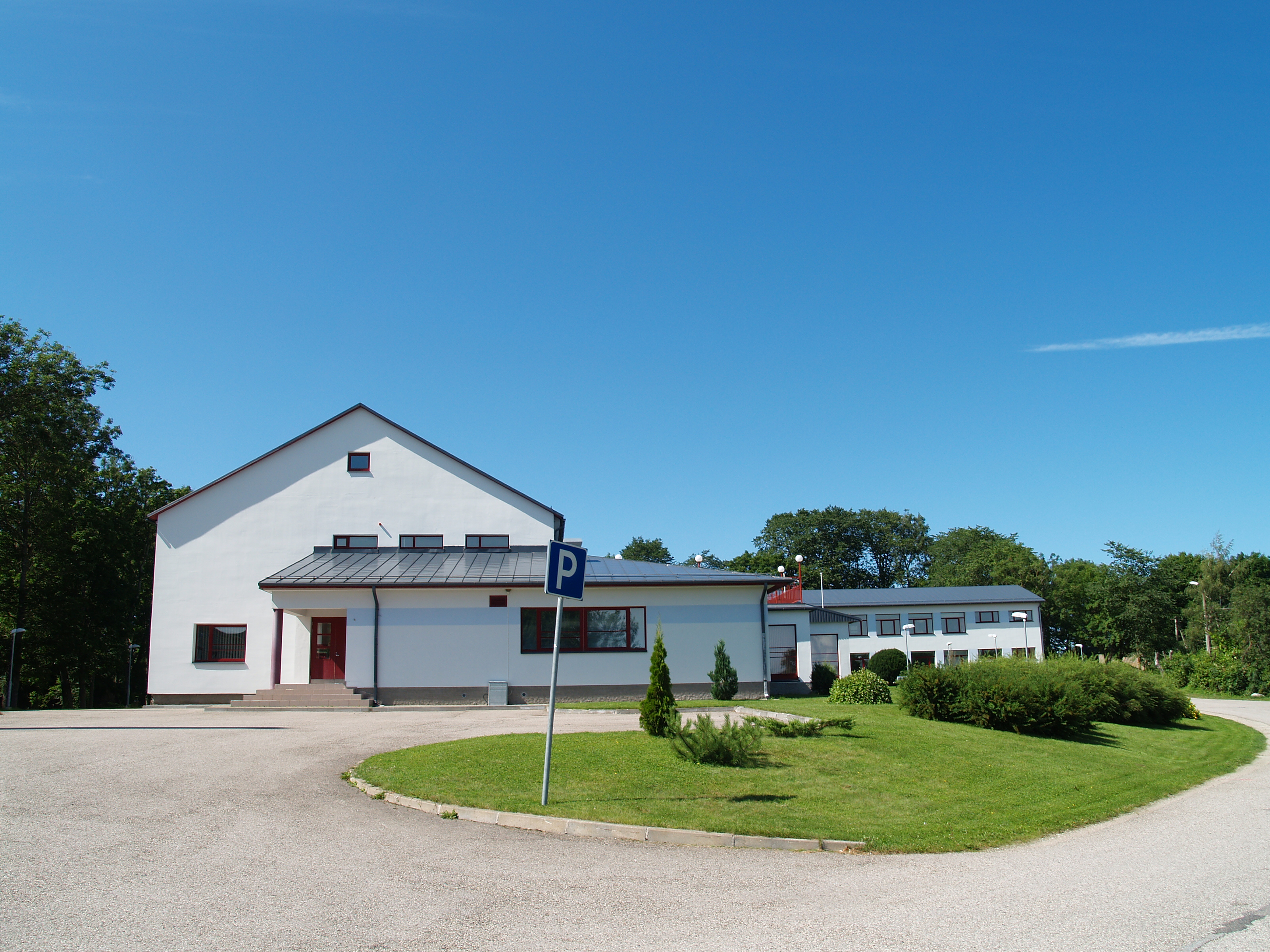
Мухуская основная школа в деревне Лийва

| Предприятие / организация | Вид деятельности                                                                        | Численность работников |
| ------------------------- | --------------------------------------------------------------------------------------- | ---------------------- |
| Muhu Vallavalitsus        | Волостная управа; орган государственного управления                                     | 35                     |
| Muhu Põhikool             | Основная школа                                                                          | 34                     |
| Pädaste Mõis OÜ           | Гостиница, ресторан, сауна                                                              | 27                     |
| Muhu Hooldekeskus         | Уход за престарелыми и инвалидами                                                       | 26                     |
| Muhu Lasteaed             | Детский сад                                                                             | 19                     |
| Collester OÜ              | Строительство жилых и нежилых зданий                                                    | 17                     |
| Muhu Puidukoda            | Производство деревянных прикладных и декоративных предметов и прочих деревянных изделий | 10                     |

## Жилая среда
По данным Департамента полиции за 2015 год, волость Муху относилась к регионам с самым низким уровнем преступности в Эстонии.

## Галерея

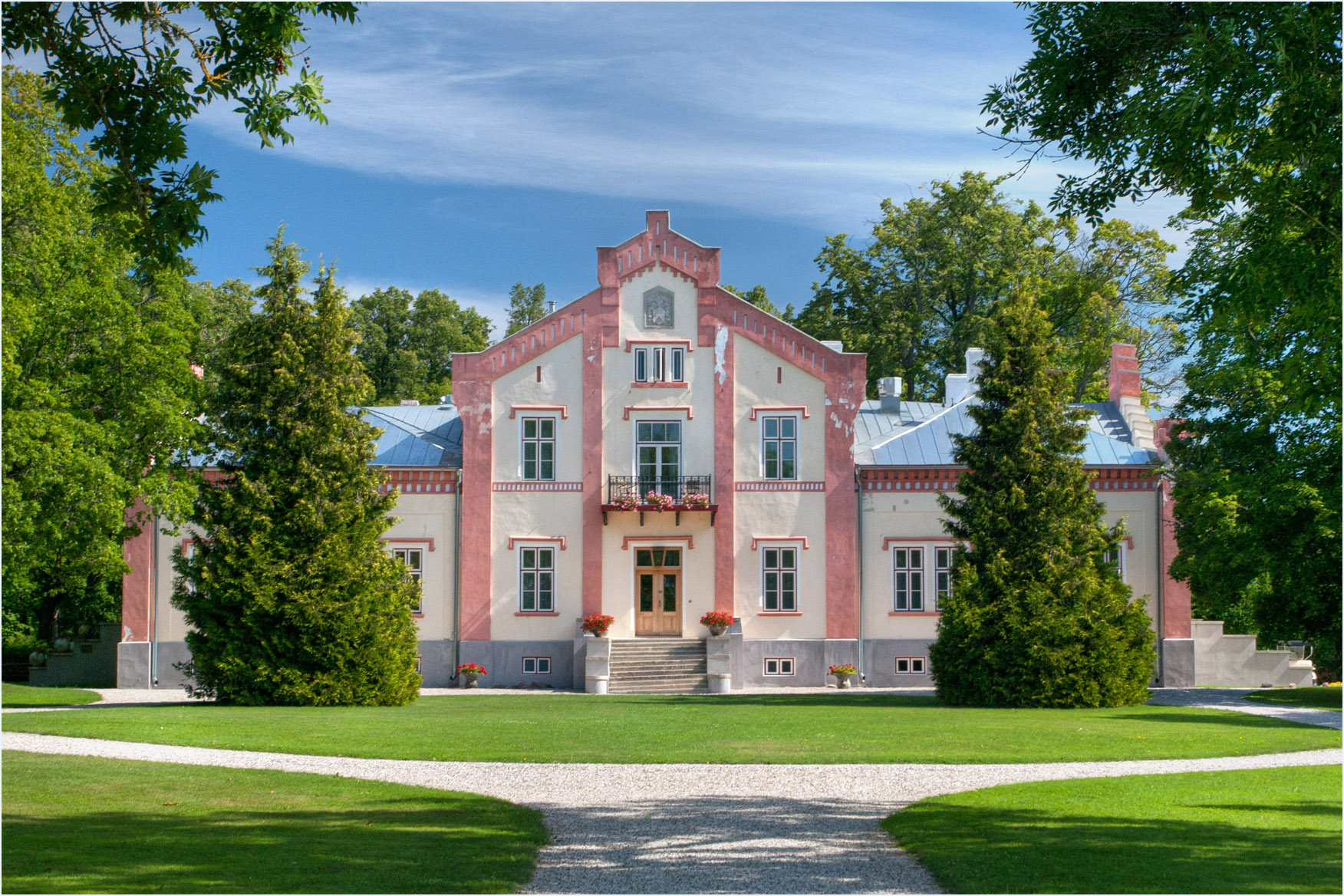
Мыза Педаст (Пядасте)
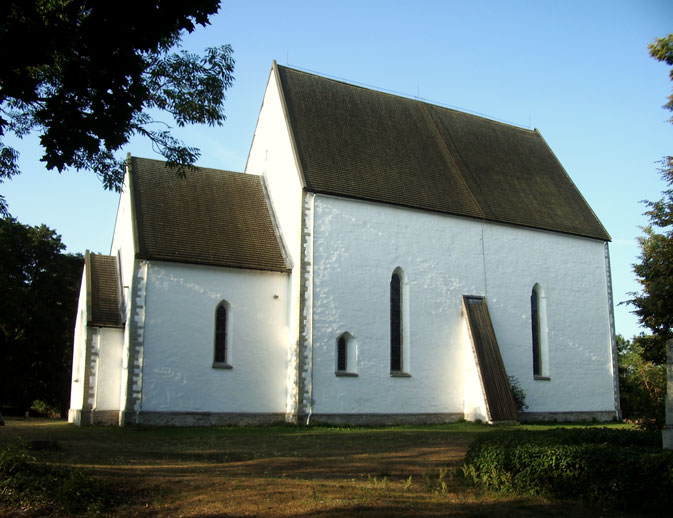
Церковь Святой Катарины
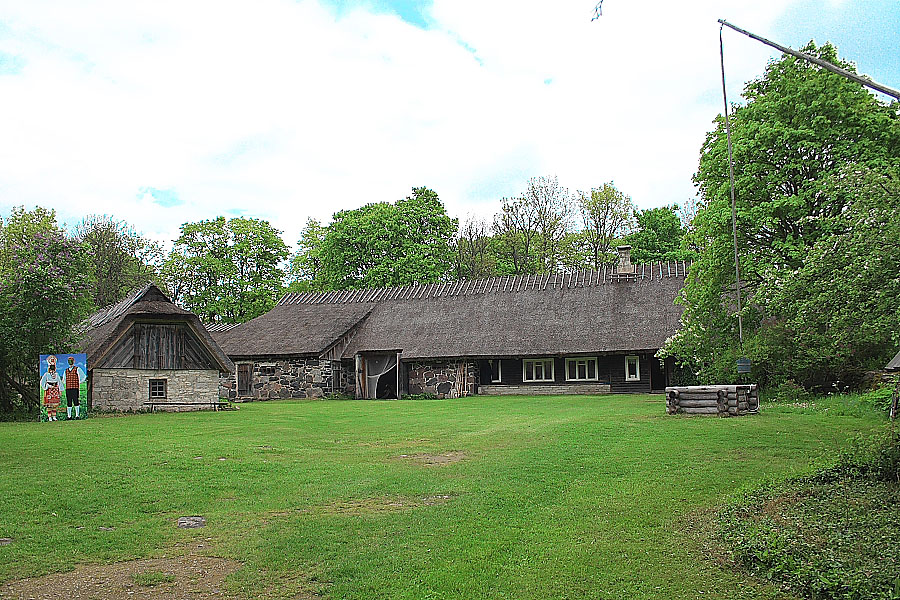
Музей Муху
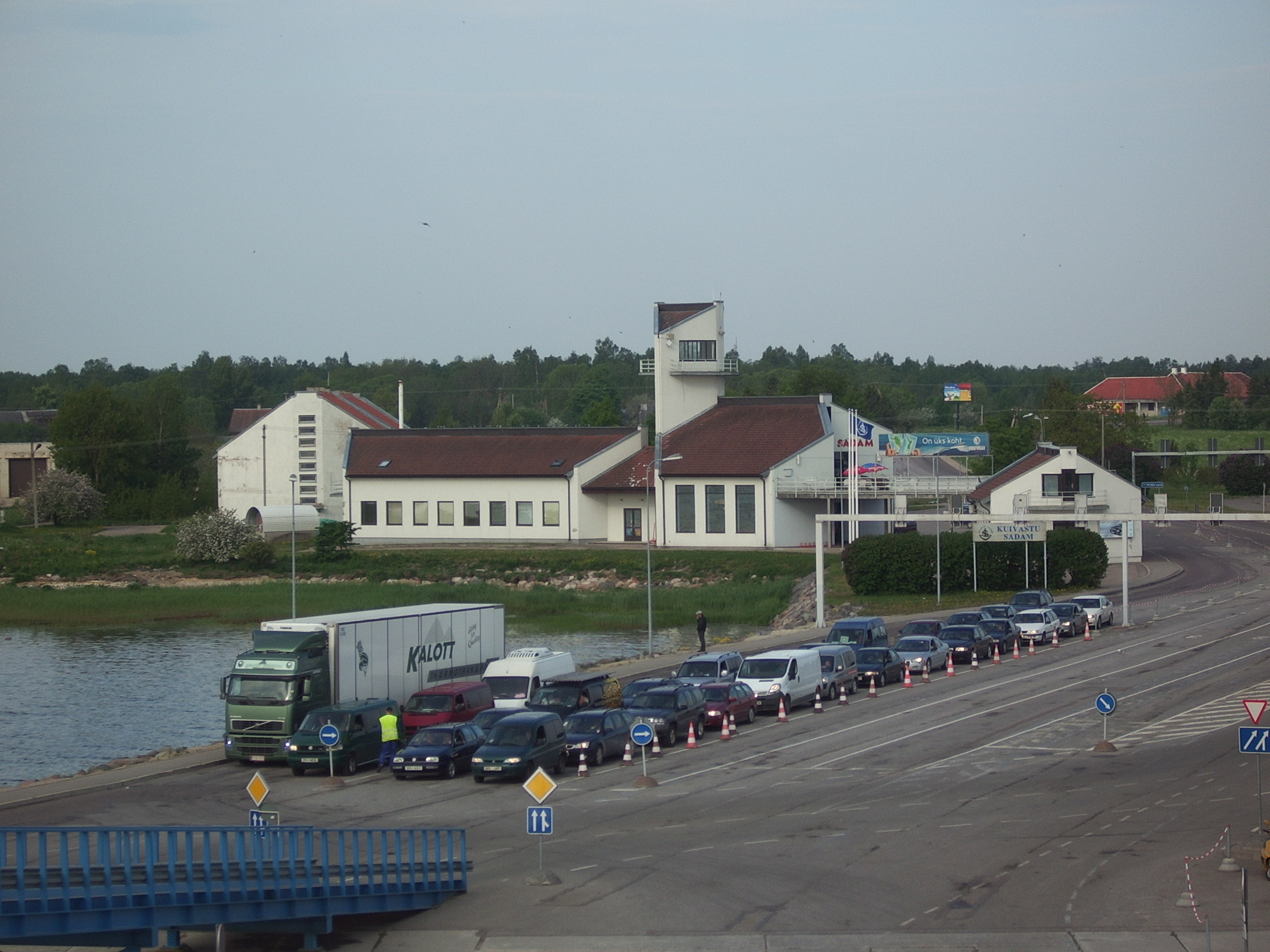
Порт Куйвасту
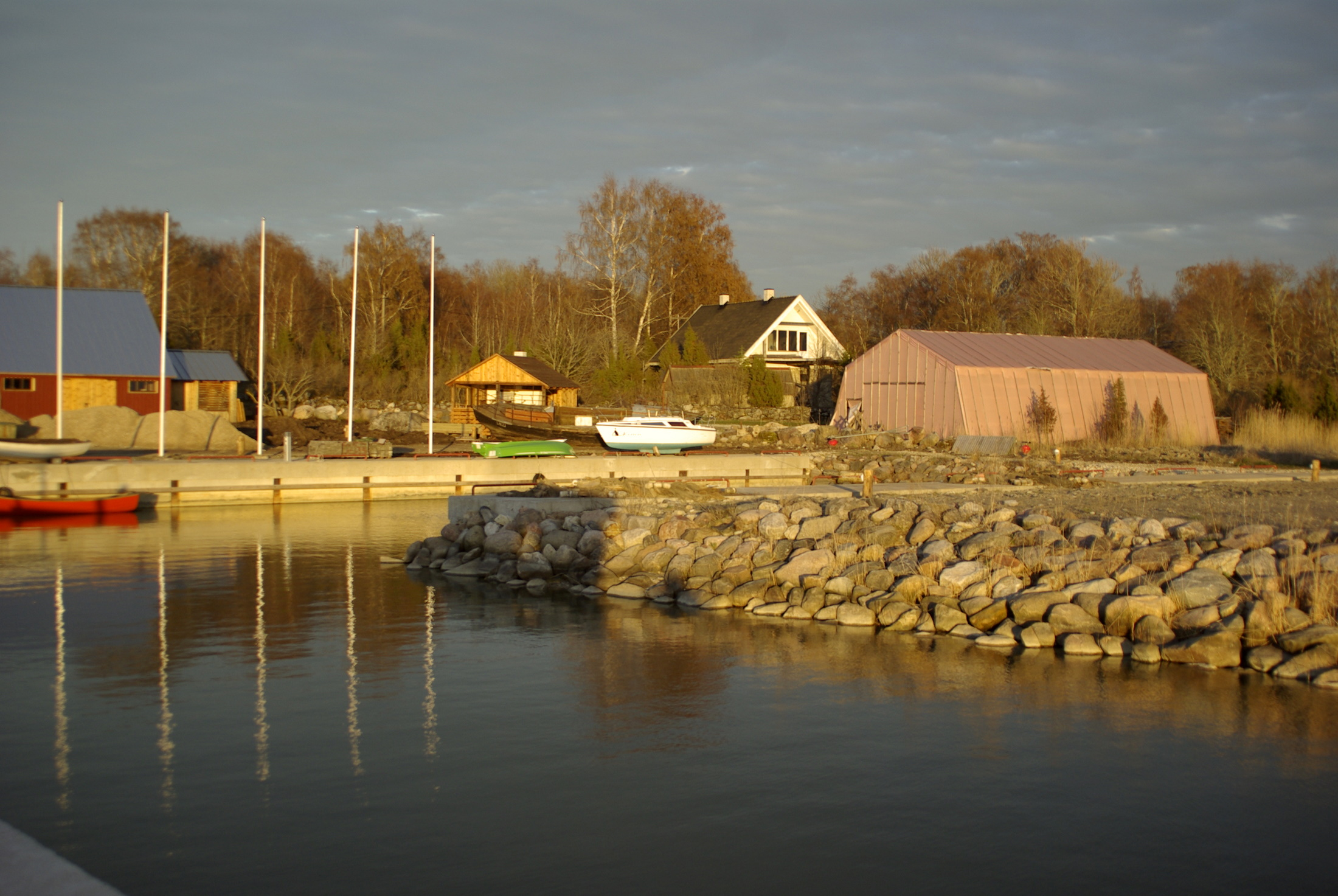
Порт Когува
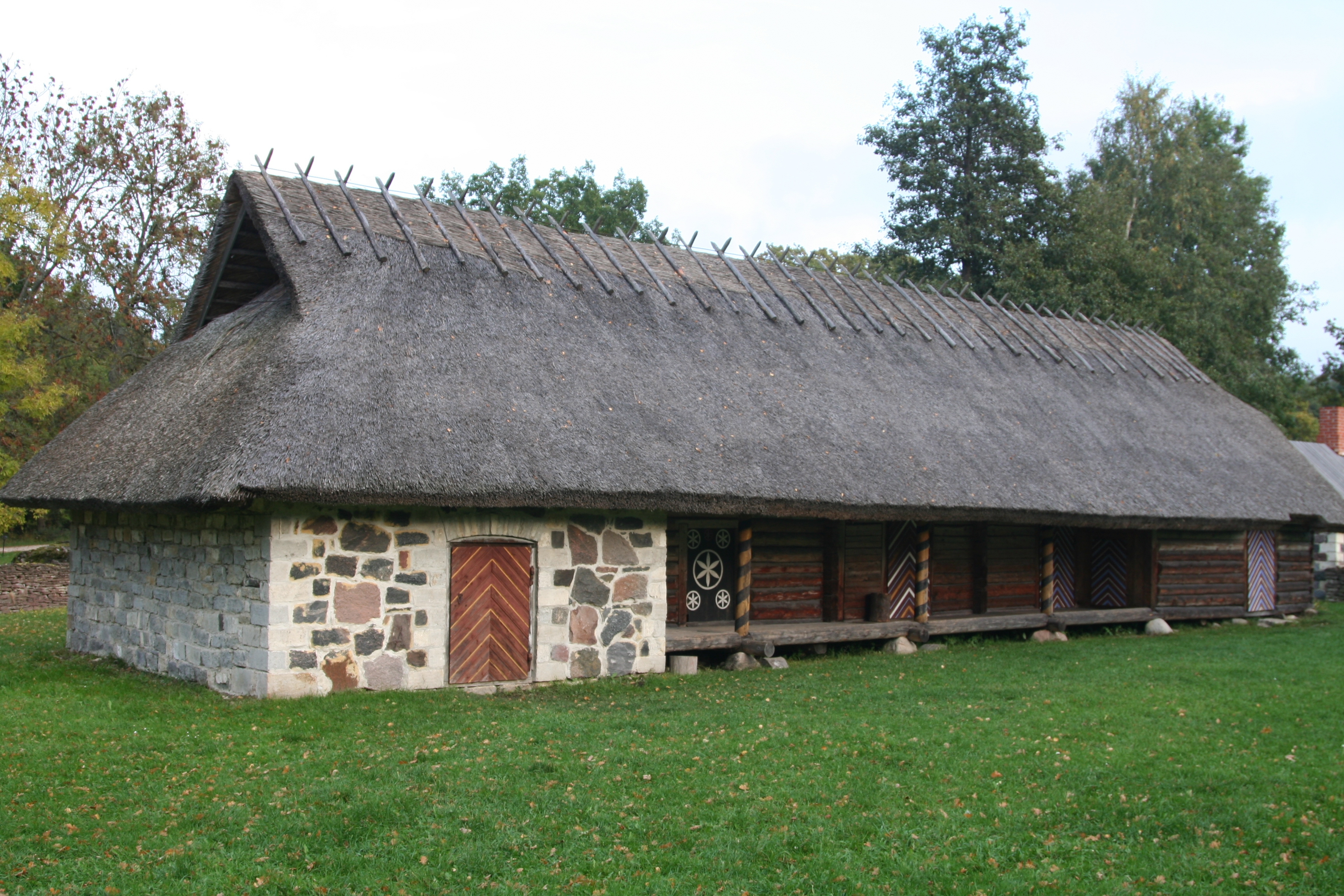
Мухуский хутор Юри-Яагу в Эстонском музее под открытым небом
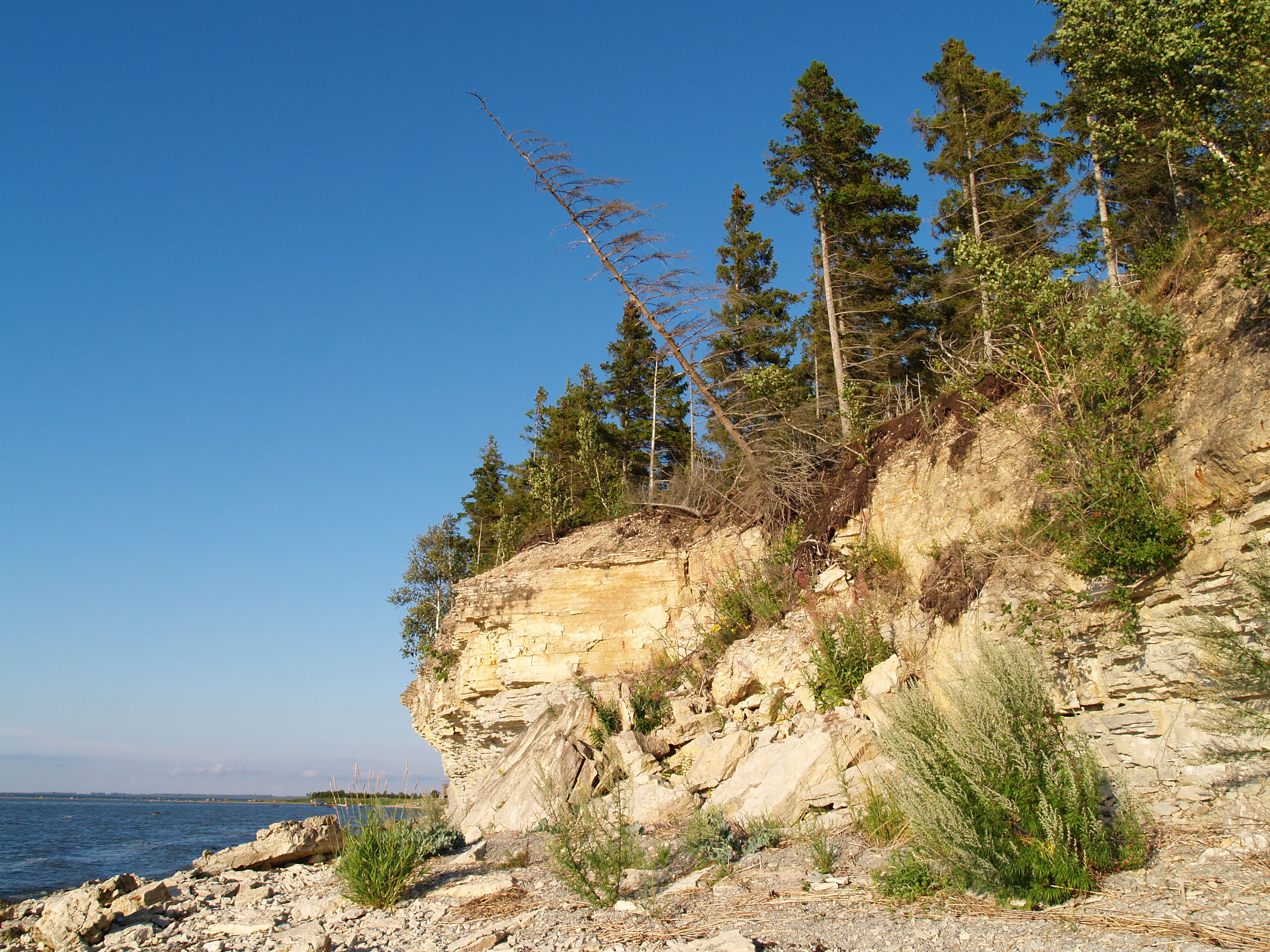
Клиф Кессе
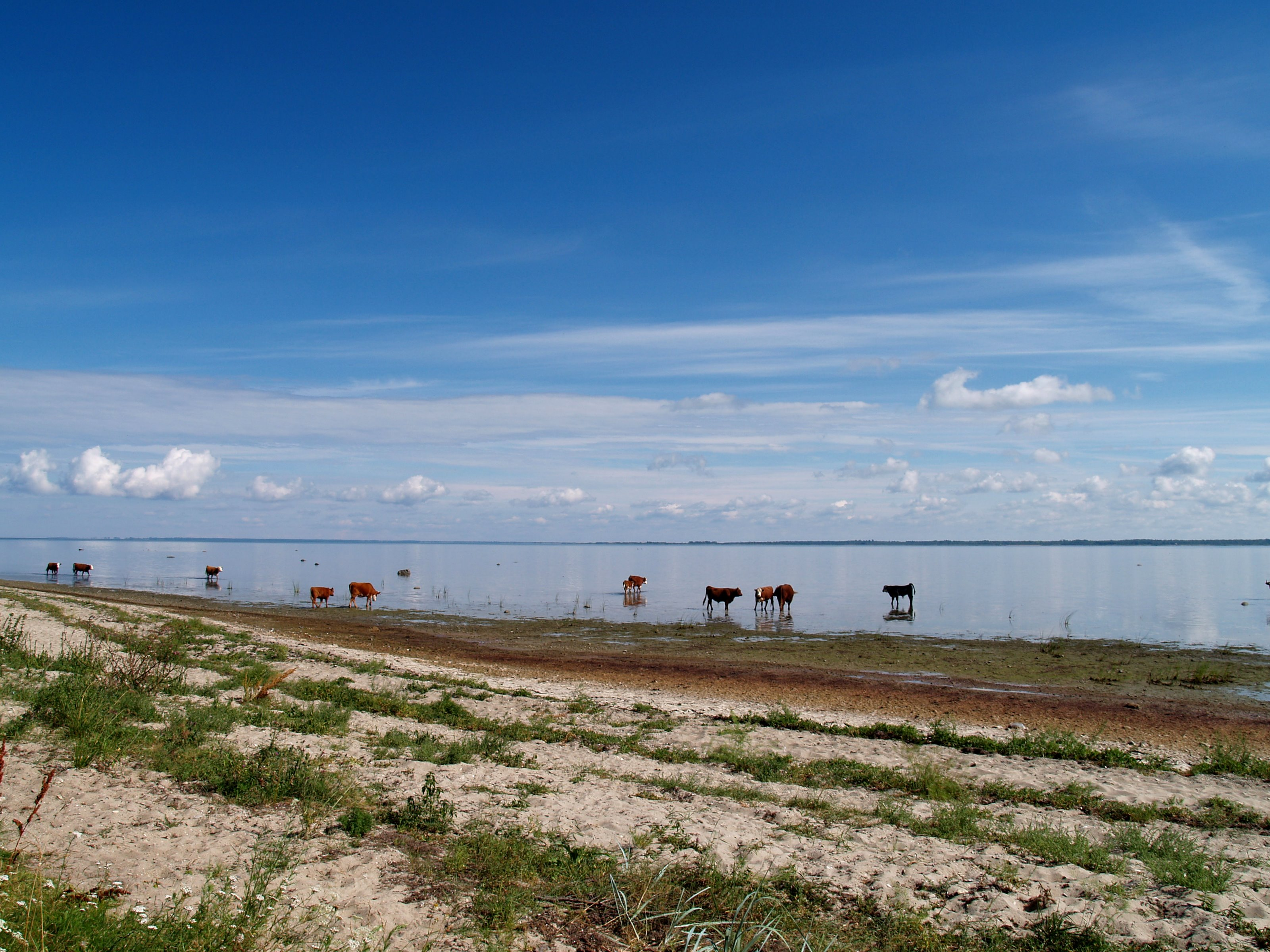
Малый остров Кессе